# Tirreno-Adriatico 2011
Cursa Tirreno-Adriatico 2011 este a 46-a ediție a Cursei Tirreno-Adriatico care s-a desfășurat în perioada 9-15 martie 2011.

## Echipe participante
Pentru ediția din 2011, au fost invitate 22 de echipe. Acestea sunt:
| - Belgia Omega Pharma-Lotto Quick Step - Danemarca Team Saxo Bank-SunGard - Franța Ag2r-La Mondiale - Italia Acqua & Sapone Lampre-ISD Liquigas-Cannondale - Kazahstan Astana - Luxemburg Leopard Trek | - Olanda Rabobank Vacansoleil-DCM - Rusia Team Katusha - Spania Euskaltel-Euskadi Team Movistar - SUA BMC Racing Team Garmin-Cervélo HTC-Highroad Team RadioShack - Marea Britanie Farnese Vini-Neri Sottoli Team Sky |

## Etape

### Etapa 1
9 martie  – Marina di Carrara, 16,8 km (contratimp pe echipe) (TTT)
|    | Echipă                 | Timp    |
| -- | ---------------------- | ------- |
| 1  | Rabobank               | 18' 08" |
| 2  | Garmin-Cervélo         | + 9"    |
| 3  | HTC-Highroad           | + 10"   |
| 4  | Team Saxo Bank-SunGard | + 11"   |
| 5  | Liquigas-Cannondale    | + 22"   |
| 6  | BMC Racing Team        | + 26"   |
| 7  | Leopard-Trek           | + 29"   |
| 8  | Team RadioShack        | + 30"   |
| 9  | Team Sky               | + 33"   |
| 10 | Lampre-ISD             | + 37"   |

|    | Ciclist                    | Echipă         | Timp    |
| -- | -------------------------- | -------------- | ------- |
| 1  | Lars Boom (NED)            | Rabobank       | 18' 08" |
| 2  | Sebastian Langeveld (NED)  | Rabobank       | + 0"    |
| 3  | Robert Gesink (NED)        | Rabobank       | + 0"    |
| 4  | Bram Tankink (NED)         | Rabobank       | + 0"    |
| 5  | Óscar Freire (ESP)         | Rabobank       | + 0"    |
| 6  | Tom Leezer (NED)           | Rabobank       | + 0"    |
| 7  | Tyler Farrar (USA)         | Garmin-Cervélo | + 9"    |
| 8  | David Zabriskie (USA)      | Garmin-Cervélo | + 9"    |
| 9  | Ramunas Navardauskas (LTU) | Garmin-Cervélo | + 9"    |
| 10 | Roger Hammond (GBR)        | Garmin-Cervélo | + 9"    |

### Etapa 2
10 martie: Carrara - Arezzo, 202 km
|    | Ciclist                    | Echipă                    | Timp       |
| -- | -------------------------- | ------------------------- | ---------- |
| 1  | Tyler Farrar (USA)         | Garmin-Cervélo            | 4h 56' 06" |
| 2  | Alessandro Petacchi (ITA)  | Lampre-ISD                | t.e.       |
| 3  | Juan José Haedo (ARG)      | Team Saxo Bank-SunGard    | t.e.       |
| 4  | Mark Renshaw (AUS)         | HTC-Highroad              | s.t.       |
| 5  | Marcel Sieberg (GER)       | Omega Pharma-Lotto        | t.e.       |
| 6  | Greg Van Avermaet (BEL)    | BMC Racing Team           | t.e.       |
| 7  | Mirco Lorenzetto (ITA)     | Astana                    | t.e.       |
| 8  | Edvald Boasson Hagen (NOR) | Team Sky                  | t.e.       |
| 9  | Borut Božič (SLO)          | Vacansoleil-DCM           | t.e.       |
| 10 | Oscar Gatto (ITA)          | Farnese Vini-Neri Sottoli | t.e.       |

|    | Ciclist                   | Echipă                 | Timp       |
| -- | ------------------------- | ---------------------- | ---------- |
| 1  | Tyler Farrar (USA)        | Garmin-Cervélo         | 5h 14' 13" |
| 2  | Tom Leezer (NED)          | Rabobank               | + 2"       |
| 3  | Lars Boom (NED)           | Rabobank               | + 2"       |
| 4  | Sebastian Langeveld (NED) | Rabobank               | + 2"       |
| 5  | Óscar Freire (ESP)        | Rabobank               | + 2"       |
| 6  | Robert Gesink (NED)       | Rabobank               | + 2"       |
| 7  | Bram Tankink (NED)        | Rabobank               | + 2"       |
| 8  | Juan José Haedo (ARG)     | Team Saxo Bank-SunGard | + 8"       |
| 9  | Andreas Klier (GER)       | Garmin-Cervélo         | + 10"      |
| 10 | Roger Hammond (GBR)       | Garmin-Cervélo         | + 10 "     |

### Etapa 3
11 martie: Terranuova Bracciolini - Perugia, 189 km
|    | Ciclist                    | Echipă                 | Timp       |
| -- | -------------------------- | ---------------------- | ---------- |
| 1  | Juan José Haedo (ARG)      | Team Saxo Bank-SunGard | 4h 39' 45" |
| 2  | Tyler Farrar (USA)         | Garmin-Cervélo         | t.e.       |
| 3  | Daniel Oss (ITA)           | Liquigas-Cannondale    | t.e.       |
| 4  | Alessandro Petacchi (ITA)  | Lampre-ISD             | t.e.       |
| 5  | Mark Renshaw (AUS)         | HTC-Highroad           | t.e.       |
| 6  | Robbie McEwen (AUS)        | Team RadioShack        | t.e.       |
| 7  | Lloyd Mondory (FRA)        | Ag2r-La Mondiale       | t.e.       |
| 8  | Edvald Boasson Hagen (NOR) | Team Sky               | t.e.       |
| 9  | Marcel Sieberg (GER)       | Omega Pharma-Lotto     | s.t.       |
| 10 | Thor Hushovd (NOR)         | Garmin-Cervélo         | s.t.       |

|    | Ciclist                    | Echipă                 | Timp       |
| -- | -------------------------- | ---------------------- | ---------- |
| 1  | Tyler Farrar (USA)         | Garmin-Cervélo         | 9h 53' 51" |
| 2  | Juan José Haedo (ARG)      | Team Saxo Bank-SunGard | + 5"       |
| 3  | Lars Boom (NED)            | Rabobank               | + 6"       |
| 4  | Óscar Freire (ESP)         | Rabobank               | + 8"       |
| 5  | Tom Leezer (NED)           | Rabobank               | + 8"       |
| 6  | Robert Gesink (NED)        | Rabobank               | + 8"       |
| 7  | Sebastian Langeveld (NED)  | Rabobank               | + 8"       |
| 8  | Bram Tankink (NED)         | Rabobank               | + 8"       |
| 9  | Ramunas Navardauskas (LTU) | Garmin-Cervélo         | + 15"      |
| 10 | Andreas Klier (GER)        | Garmin-Cervélo         | + 17"      |

### Etapa 4
12 martie: Narni - Chieti, 240 km
|    | Ciclist                 | Echipă              | Timp       |
| -- | ----------------------- | ------------------- | ---------- |
| 1  | Michele Scarponi (ITA)  | Lampre-ISD          | 6h 10' 59" |
| 2  | Damiano Cunego (ITA)    | Lampre-ISD          | t.e.       |
| 3  | Cadel Evans (AUS)       | BMC-Racing Team     | t.e.       |
| 4  | Ivan Basso (ITA)        | Liquigas-Cannondale | + 2"       |
| 5  | Danilo Di Luca (ITA)    | Team Katusha        | + 6"       |
| 6  | Robert Gesink (NED)     | Rabobank            | + 12"      |
| 7  | Rinaldo Nocentini (ITA) | Ag2r-La Mondiale    | + 12"      |
| 8  | Vincenzo Nibali (ITA)   | Liquigas-Cannondale | + 12"      |
| 9  | Thomas Löfkvist (SWE)   | Team Sky            | + 16"      |
| 10 | Philippe Gilbert (BEL)  | Omega Pharma-Lotto  | + 16"      |

|    | Ciclist                   | Echipă              | Timp        |
| -- | ------------------------- | ------------------- | ----------- |
| 1  | Robert Gesink (NED)       | Rabobank            | 16h 05' 10" |
| 2  | Cadel Evans (AUS)         | BMC Racing Team     | + 10"       |
| 3  | Ivan Basso (ITA)          | Liquigas-Cannondale | + 12"       |
| 4  | Michele Scarponi (ITA)    | Lampre-ISD          | + 15"       |
| 5  | Damiano Cunego (ITA)      | Lampre-ISD          | + 19"       |
| 6  | Sebastian Langeveld (NED) | Rabobank            | + 19"       |
| 7  | Vincenzo Nibali (ITA)     | Liquigas-Cannondale | + 22"       |
| 8  | Damiano Caruso (ITA)      | Liquigas-Cannondale | + 34"       |
| 9  | Thomas Löfkvist (SWE)     | Team Sky            | + 37"       |
| 10 | Peter Velits (SVK)        | HTC-Highroad        | + 37"       |

### Etapa 5
13 martie: Chieti - Castelraimondo, 240 km 
|    | Ciclist                | Echipă              | Timp       |
| -- | ---------------------- | ------------------- | ---------- |
| 1  | Philippe Gilbert (BEL) | Omega Pharma-Lotto  | 6h 43' 23" |
| 2  | Wout Poels (NED)       | Vacancesoleil-DCM   | t.e.       |
| 3  | Damiano Cunego (ITA)   | Lampre-ISD          | t.e.       |
| 4  | Danilo Di Luca (ITA)   | Team Katusha        | t.e.       |
| 5  | Andrey Amador (CRC)    | Team Movistar       | t.e.       |
| 6  | Davide Malacarne (ITA) | Quckstep            | t.e.       |
| 7  | Tiago Machado (POR)    | Team RadioShack     | + 2"       |
| 8  | Michele Scarponi (ITA) | Lampre-ISD          | + 2"       |
| 9  | Thomas Löfkvist (SWE)  | Team Sky            | + 2"       |
| 10 | Vincenzo Nibali (ITA)  | Liquigas-Cannondale | + 2"       |

|    | Ciclist                | Echipă              | Timp        |
| -- | ---------------------- | ------------------- | ----------- |
| 1  | Cadel Evans (AUS)      | BMC Racing Team     | 22h 48' 45" |
| 2  | Ivan Basso (ITA)       | Liquigas-Cannondale | + 2"        |
| 3  | Damiano Cunego (ITA)   | Lampre-ISD          | + 3"        |
| 4  | Michele Scarponi (ITA) | Lampre-ISD          | + 5"        |
| 5  | Robert Gesink (NED)    | Rabobank            | + 5"        |
| 6  | Vincenzo Nibali (ITA)  | Liquigas-Cannondale | + 12"       |
| 7  | Philippe Gilbert (BEL) | Omega Pharma-Lotto  | + 23"       |
| 8  | Thomas Löfkvist (SWE)  | Team Sky            | + 27"       |
| 9  | Marco Pinotti (ITA)    | HTC-Highroad        | + 27"       |
| 10 | Tiago Machado (POR)    | Team Radioshak      | + 32"       |

### Etapa 6
14 martie: Ussita - Macerata, 178 km
|    | Ciclist                 | Echipă                    | Timp       |
| -- | ----------------------- | ------------------------- | ---------- |
| 1  | Cadel Evans (AUS)       | BMC Racing Team           | 4h 37' 58" |
| 2  | Giovanni Visconti (ITA) | Farnese Vini-Neri Sottoli | t.e.       |
| 3  | Michele Scarponi (ITA)  | Lampre-ISD                | t.e.       |
| 4  | Vincenzo Nibali (ITA)   | Liquigas-Cannondale       | t.e.       |
| 5  | Ivan Basso (ITA)        | Liquigas-Cannondale       | t.e.       |
| 6  | Wout Poels (NED)        | Vacancesoleil-DCM         | t.e.       |
| 7  | Stefano Garzelli (ITA)  | Acqua & Sapone            | t.e.       |
| 8  | Robert Gesink (NED)     | Rabobank                  | t.e.       |
| 9  | Philippe Gilbert (BEL)  | Omega Pharma-Lotto        | t.e.       |
| 10 | Tiago Machado (POR)     | Team RadioShack           | t.e.       |

|    | Ciclist                | Echipă              | Timp        |
| -- | ---------------------- | ------------------- | ----------- |
| 1  | Cadel Evans (AUS)      | BMC Racing Team     | 27h 26' 33" |
| 2  | Michele Scarponi (ITA) | Lampre-ISD          | + 9"        |
| 3  | Ivan Basso (ITA)       | Liquigas-Cannondale | + 12"       |
| 4  | Robert Gesink (NED)    | Rabobank            | + 15"       |
| 5  | Vincenzo Nibali (ITA)  | Liquigas-Cannondale | + 21"       |
| 6  | Damiano Cunego (ITA)   | Lampre-ISD          | + 24"       |
| 7  | Philippe Gilbert (BEL) | Omega Pharma-Lotto  | + 33"       |
| 8  | Tiago Machado (POR)    | Team RadioShack     | + 42"       |
| 9  | Thomas Löfkvist (SWE)  | Team Sky            | + 46"       |
| 10 | Marco Pinotti (ITA)    | HTC-Highroad        | + 46"       |

### Etapa 7
15 martie: San Benedetto del Tronto - San Benedetto del Tronto, 9,3 km  (contratimp individual)
|    | Ciclist                    | Echipă                 | Timp    |
| -- | -------------------------- | ---------------------- | ------- |
| 1  | Fabian Cancellara (SUI)    | Leopard Trek           | 10' 33" |
| 2  | Lars Boom (NED)            | Rabobank               | + 9"    |
| 3  | Adriano Malori (ITA)       | Lampre-ISD             | + 19"   |
| 4  | Rick Flens (NED)           | Rabobank               | + 20"   |
| 5  | Bert Grabsch (GER)         | HTC-Highroad           | + 22"   |
| 6  | Marco Pinotti (ITA)        | HTC-Highroad           | + 24"   |
| 7  | Sébastien Rosseler (BEL)   | Team RadioShack        | + 24"   |
| 8  | Jonathan Castroviejo (ESP) | Euskaltel-Euskadi      | + 25"   |
| 9  | Robert Gesink (NED)        | Rabobank               | + 27"   |
| 10 | Nick Nuyens (BEL)          | Team Saxo Bank-SunGard | + 28"   |

|    | Ciclist                | Echipă              | Timp        |
| -- | ---------------------- | ------------------- | ----------- |
| 1  | Cadel Evans (AUS)      | BMC Racing Team     | 27h 37' 37" |
| 2  | Robert Gesink (NED)    | Rabobank            | + 11"       |
| 3  | Michele Scarponi (ITA) | Lampre-ISD          | + 15"       |
| 4  | Ivan Basso (ITA)       | Liquigas-Cannondale | + 24"       |
| 5  | Vincenzo Nibali (ITA)  | Liquigas-Cannondale | + 30"       |
| 6  | Marco Pinotti (ITA)    | HTC-Highroad        | + 39"       |
| 7  | Tiago Machado (POR)    | Team RadioShack     | + 42"       |
| 8  | Damiano Cunego (ITA)   | Lampre-ISD          | + 50"       |
| 9  | Philippe Gilbert (BEL) | Omega Pharma-Lotto  | + 57"       |
| 10 | Thomas Löfkvist (SWE)  | Team Sky            | + 58"       |

## Rezultate
| Etapa | Câștigător de etapă     | Clasamentul general | Clasamentul pe puncte  | Cel mai bun cățărător  | Cel mai bun tânăr   | Clasamentul pe echipe     |
| ----- | ----------------------- | ------------------- | ---------------------- | ---------------------- | ------------------- | ------------------------- |
| 1     | Rabobank (RAB)          | Lars Boom (RAB)     | nu s-a acordat         | nu s-a acordat         | Robert Gesink (RAB) | Rabobank (RAB)            |
| 2     | Tyler Farrar (GRM)      | Tyler Farrar (GRM)  | Tyler Farrar (GRM)     | Javier Aramendia (EUS) | Robert Gesink (RAB) | Rabobank (RAB)            |
| 3     | Juan José Haedo (SAX)   | Tyler Farrar (GRM)  | Tyler Farrar (GRM)     | Javier Aramendia (EUS) | Robert Gesink (RAB) | Rabobank (RAB)            |
| 4     | Michele Scarponi (LAM)  | Robert Gesink (RAB) | Tyler Farrar (GRM)     | Javier Aramendia (EUS) | Robert Gesink (RAB) | Liquigas-Cannondale (LIQ) |
| 5     | Philippe Gilbert (OLO)  | Cadel Evans (BMC)   | Tyler Farrar (GRM)     | Davide Malacarne (QST) | Robert Gesink (RAB) | Liquigas-Cannondale (LIQ) |
| 6     | Cadel Evans (BMC)       | Cadel Evans (BMC)   | Michele Scarponi (LAM) | Davide Malacarne (QST) | Robert Gesink (RAB) | Liquigas-Cannondale (LIQ) |
| 7     | Fabian Cancellara (LEO) | Cadel Evans (BMC)   | Michele Scarponi (LAM) | Davide Malacarne (QST) | Robert Gesink (RAB) | Liquigas-Cannondale (LIQ) |
| Final | Final                   | Cadel Evans (BMC)   | Michele Scarponi (LAM) | Davide Malacarne (QST) | Robert Gesink (RAB) | Liquigas-Cannondale (LIQ) |